# 蛋壳公寓
蛋壳公寓（英語：Danke Apartment）是一个互联网长租公寓运营商，属于分散式房屋租赁企业，董事长是沈博阳。母公司是2015年1月成立的紫梧桐(北京)资产管理有限公司。
截止2019年11月30日，蛋壳公寓在北京、上海、广州、深圳、苏州、杭州、天津、武汉、南京、成都、无锡、重庆、西安共计13个城市运营，管理超过43万间公寓。美国东部时间2020年1月17日登陆美国纽约证券交易所，股票代码“DNK”，成为2020年登陆纽交所的第一支中概股。

## 历史
2015年1月成立于北京，是紫梧桐(北京)资产管理有限公司旗下的公寓品牌。2015年1月1日获得领英中国总裁沈博阳的数百万人民币天使轮融资。2015年7月29日获得开物投资的数千万元A轮融资。
2017年6月28日完成超亿元人民币的A+轮融资，由愉悦资本领投、优客工场跟投，A轮投资人开物华登追加投资。
2018年2月26日完成1亿美元的B轮融资，由华人文化产业投资基金、高榕资本联合领投，酉金资本、元璟资本、BAI（贝塔斯曼亚洲投资基金）跟投，A+轮投资方愉悦资本继续追加投资。
2018年5月31日蛋壳公寓和未来网、全国学校共青团新媒体运营中心联合发起的“大学毕业生成长计划”在京举行发布会。该“成长计划”由共青团中央学校部指导，共青团中央网络影视中心主办，计划面向该年820万名大学毕业生，共青团中央“青年之声”各服务联盟、共青团中央网络影视中心、未来网会与蛋壳公寓共同合作，提供多个实习就业机会、多场线上线下体验服务活动等。而蛋壳公寓为该计划提供了千万元租房基金、租住免费体验等。2018到2019年连续两年，蛋壳公寓均是共青团中央“大学毕业生成长计划”唯一的租赁租房合作方。
2018年6月6日完成7000万美元的B+轮融资，由老虎环球基金（Tiger Global）领投，B轮投资方华人文化产业投资基金、高榕资本、愉悦资本、酉金资本、元璟资本以及BAI（贝塔斯曼亚洲投资基金）追加投资。2019年3月1日完成5亿美元的C轮融资，由老虎环球基金（Tiger Global）、蚂蚁金服联合领投，春华资本跟投，同时，华人文化产业投资基金、高榕资本、愉悦资本等老股东继续跟投。

2019年11月，蛋殼公寓於環球網主辦的2019环球趋势大会獲得「金趋势奖·年度责任践行奖」。
2020年据报蛋壳公寓还参与了由住房和城乡建设部启动的《机构出租住房性能评价标准》编制工作。
2021年4月6日纽约证券交易所宣布已启动程序将其摘牌退市，从上市到退市仅仅445天。

## 争议

### 拖欠租金
2020年，中国发生2019冠状病毒病疫情之时，蛋壳公寓工作人员通过电话联系房东要求免除一个月租金，而租客方却必须正常缴纳租金，除此之外还存在拖欠房东租金的问题，相关负责人被深圳市住房和建设局约谈。截至2020年11月，蛋壳公寓依舊存在资金链断裂、断网、拖欠合作伙伴账款和房东租金等醜聞。而沒收到房租的房東被迫將租客趕走。

### 租金贷
2019年12月，住房和城乡建设部、国家发展改革委、公安部、市场监管总局、银保监会、国家网信办共六部门发布关于整顿规范住房租赁市场秩序的意见，其中第9条要求“住房租赁企业租金收入中，住房租金贷款金额占比不得超过30%，超过比例的应当于2022年底前调整到位。”
2020年2月18日，中共深圳市委政法委员会发布的《关于开展相关排查工作的通知》在网上传出，通知显示，近日深圳市发生蛋壳公寓业主因讨要租金聚众维权事件，中共深圳市委政法委员会在开展风险防范处置化解工作过程中，发现蛋壳公寓存在“租金贷”的情况，即公寓管理公司与金融机构合作，引导租客办理贷款提前向公寓管理公司支付一年的租金，再由租客每月偿还金融机构贷款，存在较大涉稳风险，并要求深圳市地方金融监管局及深圳银保监局开展排查工作，全面了解蛋壳公寓及深圳市其他房屋租赁公司“租金贷”相关情况。蛋壳公寓管理人员回应称已对原有住房租金贷款业务进行调整，可确保在六部门规定的2022年底前调整到位。
无独有偶，包括蛋壳公寓、青客公寓、自如、相寓在内的中国长租公寓市场一直存在高房租、租金贷、甲醛超标等问题，并非新鲜事物。

## 外部連結
· 蛋壳公寓官网 （页面存档备份，存于）